# 츄무츄무
〈츄무츄무〉(チュムチュム 츄무츄무[*])는 NEWS의 18번째 싱글이다.

## 개요
전작 〈KAGUYA〉로부터 약 5개월 만으로, 2015년 2번째 싱글이다.

## 수록곡

### 초회반 A
CD
1. チュムチュム / 츄무츄무
작사: MOZZA / 작곡: TAKA3 / 편곡: CHOKKAKU
2. 日はまた昇る / 태양은 다시 떠오른다
작사: einosuke / 작곡: take4, 타키구치 케이타 (CWF), 사이토 아카네 (CWF) / 편곡: 나카니시 료스케

DVD
1. 〈チュムチュム〉 Music Clip & Making

### 초회반 B
CD
1. チュムチュム / 츄무츄무
2. 日はまた昇る / 태양은 다시 떠오른다
3. メガロマニア / 메갈로마니아
작사: 요시키 소지, 와타나베 하지메 / 작곡: 와타나베 하지메 / 편곡: 스즈키 마사야

### 통상반
CD
1. チュムチュム / 츄무츄무
2. 日はまた昇る / 태양은 다시 떠오른다
3. Sweet Martini
작사: zopp / 작곡: REO, SHIKATA / 편곡: h-wonder
4. ささぶね / 작은 배
작사·작곡: take4, Carlos Okabe / 편곡: 나카니시 료스케
5. チュムチュム (オリジナル・カラオケ)